# Canton de Saint-Chéron
Le canton de Saint-Chéron est une ancienne division administrative et circonscription électorale française située dans le département de l’Essonne et la région Île-de-France.

## Géographie

### Situation
| Type d’occupation           | Pourcentage | Superficie (en hectares) |
| --------------------------- | ----------- | ------------------------ |
| Espace urbain construit     | 10,6 %      | 1 009,16                 |
| Espace urbain non construit | 5,1 %       | 481,68                   |
| Espace rural                | 84,3 %      | 8 005,25                 |
| Source : Iaurif             |             |                          |

Le canton de Saint-Chéron était organisé autour de la commune de Saint-Chéron dans l’arrondissement d'Étampes. Son altitude variait entre cinquante mètres à Breuillet et cent soixante-trois mètres  à Angervilliers, pour une altitude moyenne de quatre-vingt-deux mètres.

### Composition
Le canton de Saint-Chéron comptait onze communes :
| Communes                   | Population (2012) | Code postal | Code Insee  |
| -------------------------- | ----------------- | ----------- | ----------- |
| Angervilliers              | 1 645 hab.        | 91470       | 91 1 24 017 |
| Boissy-sous-Saint-Yon      | 3 731 hab.        | 91790       | 91 1 24 085 |
| Breuillet                  | 8 319 hab.        | 91650       | 91 1 24 105 |
| Breux-Jouy                 | 1 216 hab.        | 91650       | 91 1 24 106 |
| Le Val-Saint-Germain       | 1 460 hab.        | 91530       | 91 1 24 630 |
| Saint-Chéron               | 4 799 hab.        | 91530       | 91 1 24 540 |
| Saint-Cyr-sous-Dourdan     | 1 011 hab.        | 91410       | 91 1 24 546 |
| Saint-Maurice-Montcouronne | 1 641 hab.        | 91530       | 91 1 24 568 |
| Saint-Sulpice-de-Favières  | 324 hab.          | 91910       | 91 1 24 578 |
| Saint-Yon                  | 909 hab.          | 91650       | 91 1 24 581 |
| Sermaise                   | 1 680 hab.        | 91530       | 91 1 24 593 |

### Démographie
| 1968  | 1975   | 1982   | 1990   | 1999   | 2006   | 2010   |
| ----- | ------ | ------ | ------ | ------ | ------ | ------ |
| 9 553 | 15 856 | 19 215 | 22 681 | 24 327 | 26 038 | 26 735 |

### Pyramide des âges
| Hommes | Classe d’âge | Femmes |
| ------ | ------------ | ------ |
| 0,2    | 90 ans ou +  | 0,8    |
| 3,7    | 75 à 89 ans  | 5,4    |
| 12,6   | 60 à 74 ans  | 12,5   |
| 21,7   | 45 à 59 ans  | 21,2   |
| 22,1   | 30 à 44 ans  | 22,9   |
| 17,5   | 15 à 29 ans  | 16,3   |
| 22,2   | 0 à 14 ans   | 21,0   |

| Hommes | Classe d’âge | Femmes |
| ------ | ------------ | ------ |
| 0,3    | 90 ans ou +  | 0,8    |
| 4,4    | 75 à 89 ans  | 6,7    |
| 11,3   | 60 à 74 ans  | 11,9   |
| 19,9   | 45 à 59 ans  | 20,0   |
| 21,9   | 30 à 44 ans  | 21,4   |
| 20,6   | 15 à 29 ans  | 19,2   |
| 21,7   | 0 à 14 ans   | 20,0   |

## Historique
Le canton de Saint-Chéron fut créé par le décret ministériel no 67-589 du 22 juillet 1967, il regroupait à l’époque les communes d’Angervilliers, Boissy-sous-Saint-Yon, Breuillet, Breux-Jouy, Le Val-Saint-Germain, Saint-Chéron, Saint-Cyr-sous-Dourdan, Saint-Maurice-Montcouronne, Saint-Sulpice-de-Favières, Saint-Yon et Sermaise.

## Représentation

### Conseillers généraux du canton de Saint-Chéron
| Période | Période      | Identité             | Étiquette    | Qualité                                                                                           |
| ------- | ------------ | -------------------- | ------------ | ------------------------------------------------------------------------------------------------- |
| 1967    | 1973 (décès) | Raymond Lochard      | DVD          | Maire de Saint-Chéron (1965-1973)                                                                 |
| 1973    | 1976         | Jacques Bourge       | DVD          | Maire de Saint-Maurice-Montcouronne                                                               |
| 1976    | 1982         | René Sanvoisin       | PS           | Physicien                                                                                         |
| 1982    | 2001         | Max Marest           | RPR          | Directeur commercial (industrie) Sénateur (1993-1995 et 2000-2004) Maire de Breuillet (1977-1995) |
| 2001    | 2015         | Jean-Pierre Delaunay | RPR puis UMP | Retraité Maire de Saint-Chéron (1988-2008)                                                        |

### Résultats électoraux
Élections cantonales, résultats des deuxièmes tours :
- Élections cantonales de 1994 : 54,69 % pour Max Marest (RPR), 45,31 % pour Pierre-Alain Weill (PS), 53,76 % de participation[8].
- Élections cantonales de 2001 : 52,62 % pour Jean-Pierre Delaunay (RPR), 47,38 % pour Jean-François Degoud (DVG), 50,80 % de participation[9].
- Élections cantonales de 2008 : 58,97 % pour Jean-Pierre Delaunay (UMP), 41,03 % pour Jean-François Degoud (DVG), 45,44 % de participation[10].

## Économie

### Emplois, revenus et niveau de vie
| Répartition des emplois par catégories socioprofessionnelles en 2006. |              |                                           |                                                   |                            |                          |                           |
|                                                                       | Agriculteurs | Artisans, commerçants, chefs d’entreprise | Cadres et professions intellectuelles supérieures | Professions intermédiaires | Employés                 | Ouvriers                  |
| Canton de Saint-Chéron                                                | 1,4 %        | 8,9 %                                     | 12,4 %                                            | 27,2 %                     | 30,8 %                   | 19,2 %                    |
| Département de l’Essonne                                              | 0,2 %        | 4,5 %                                     | 22,1 %                                            | 27,7 %                     | 27,6 %                   | 17,9 %                    |
| Moyenne nationale                                                     | 2,2 %        | 6,0 %                                     | 15,4 %                                            | 24,6 %                     | 28,7 %                   | 23,2 %                    |
| Répartition des emplois par secteurs d’activités en 2006.             |              |                                           |                                                   |                            |                          |                           |
|                                                                       | Agriculture  | Industrie                                 | Construction                                      | Commerce                   | Services aux entreprises | Services aux particuliers |
| Canton de Saint-Chéron                                                | 2,7 %        | 8,4 %                                     | 8,0 %                                             | 15,4 %                     | 11,4 %                   | 10,7 %                    |
| Département de l’Essonne                                              | 0,8 %        | 11,5 %                                    | 6,1 %                                             | 15,4 %                     | 18,8 %                   | 6,4 %                     |
| Moyenne nationale                                                     | 3,5 %        | 15,2 %                                    | 6,4 %                                             | 13,3 %                     | 13,3 %                   | 7,6 %                     |
| Sources : Insee,                                                      |              |                                           |                                                   |                            |                          |                           |

## Sources
1. ↑  Fiche multicommunale d’occupation des sols en 2008 sur le site de l’Iaurif. Consulté le 17/11/2010.
2. ↑  Évolution démographique cantonale sur le site de l’Insee. Consulté le 19/05/2009.
3. ↑  Données démographiques cantonales 2006 sur le site de l’Insee. Consulté le 19/05/2009.
4. ↑  Population légale 2010 sur le site de l’Insee. Consulté le 31/12/2012.
5. ↑  Pyramide des âges cantonale 2009 sur le site de l’Insee. Consulté le 08/07/2012.
6. ↑  Pyramide des âges de l’Essonne en 2009 sur le site de l’Insee. Consulté le 07/07/2012.
7. ↑  JO du 22/07/1967 sur le site legifrance.gouv.fr Consulté le 01/01/2009.
8. ↑  Résultats de l’élection cantonale 1994 sur le site du Figaro. Consulté le 21/10/2009.
9. ↑  Résultats de l’élection cantonale 2001 sur le site du ministère de l’Intérieur. Consulté le 19/05/2009.
10. ↑  Résultats de l’élection cantonale 2008 sur le site du ministère de l’Intérieur. Consulté le 19/05/2009.
11. ↑  Rapport statistique cantonal sur le site de l’Insee. Consulté le 27/04/2010.
12. ↑  Rapport statistique départemental sur le site de l’Insee. Consulté le 16/08/2009.
13. ↑  Rapport statistique national sur le site de l’Insee. Consulté le 05/07/2009.

## Pour approfondir